# Argument moralny
Argument moralny – jeden z argumentów za istnieniem Boga. Jest to rozumowanie zakładające, że jeżeli przyjąć istnienie absolutnych norm moralnych, to musi istnieć osoba mogąca te normy tworzyć i egzekwować, a tą osobą jest Bóg.
Za twórcę argumentu moralnego uchodzi Immanuel Kant, chociaż w jego ujęciu argument ten nie był klasycznie rozumianym argumentem („dowodem”) na istnienie Boga, a postulatem praktycznego rozumu. Kant twierdził, że człowiek za moralnie dobre postępowanie ma prawo oczekiwać szczęścia. Szczęście to jednak ze względu na krótkość życia jest niemożliwe do osiągnięcia w świecie zmysłów, zatem gwarantem tego szczęścia może być jedynie Bóg.
Poprawność argumentu krytykował m.in. Bertrand Russell.